# Retrokor
V cerkveni arhitekturi je retrokor ali zadnji kor prostor za velikim oltarjem v cerkvi ali stolnici, v katerem stoji majhen oltar na hrbtni strani glavnega, ki ga včasih ločuje od zadnje kapele. Lahko vsebuje sedeže za cerkveni zbor.
Primer retrokora je znotraj Winchestrske stolnice, ki je bila zgrajena med letoma 1200 in 1230 za svetišče svetega Swithuna.
Običajno je močno okrašen, kot v primeru stolnice v Burgosu iz leta 1498 ali v stolnice v Avili z grobnico El Tostado iz okoli leta 1511, obstajajo pa tudi preprosti, kot na primer v novi stolnici v Salamanci, vsi so bili najdeni v Kastiliji in Leonu v Španiji.